# Světlo ve fotografii

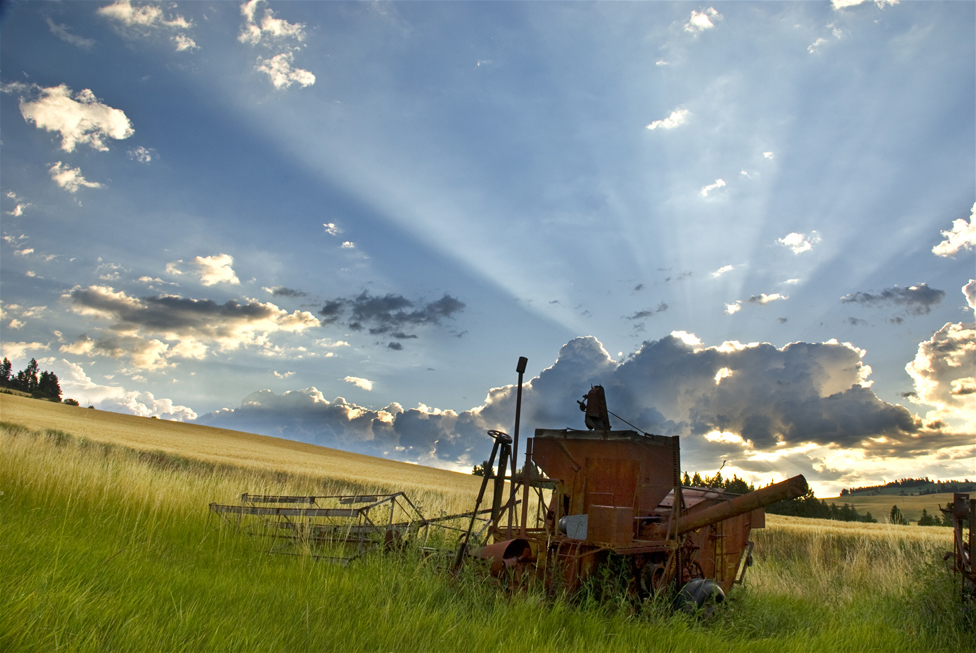
Využití protisvětla v krajinářské fotografii

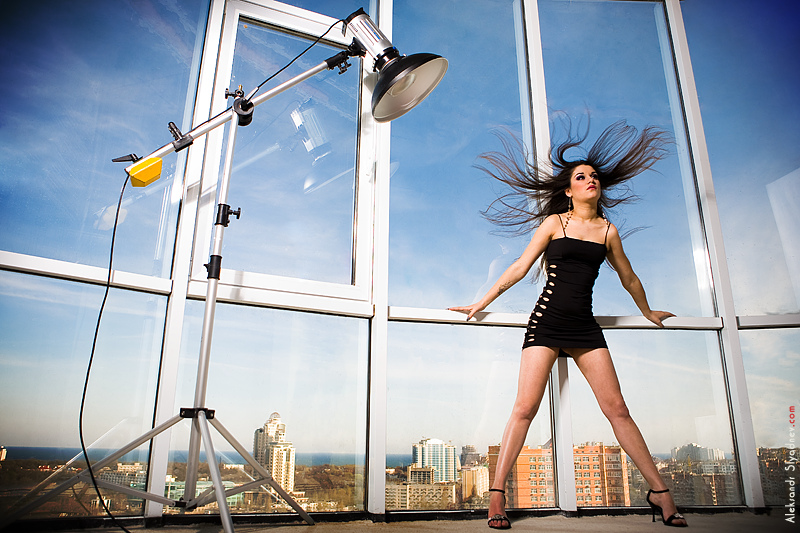
Studiové osvětlení, monoblok na stojanu - „jeřábu“

Světlo ve fotografii nebo fotografické osvětlení může být směrové, difúzní nebo kombinované. Toto může být z přirozeného slunečního světla nebo z umělého zdroje.

## Praxe

Tříbodové svícení v ateliéru; zleva a zprava se používá boční světlo, levé je jako hlavní, pravé jako doplňkové

Čtyřbodové svícení v ateliéru; levé je hlavní světlo, pravé jako doplňkové, č. 3 je protisvětlo a 4 světlo na pozadí

| „                | Světlo dělá fotografii. Osvojte si světlo. Obdivujte ho. Milujte ho. Ale nad to všechno světlo poznejte. Poznejte ho, jak nejvíc můžete, a dostanete klíč k fotografii. | “ |
| — George Eastman | |   |

- Směrové světlo objekt výrazně osvětluje a v místech, kam nedopadá, je stín. V některých případech tvoří v osvětlených místech přeexponovaná místa („přepaly“) a ve tmavých podexponované plochy (obraz je „zapečený“). Směrové světlo osvětluje pouze místa, která jsou směrem ke světelnému zdroji, zbytek jeho povrchu je ve stínu.

- Rozptýlené světlo rovnoměrně a stejně osvětluje povrch celého objektu, takže nevznikají žádné tvrdé stíny, odrazy nebo reflexy.

- Kombinované osvětlení je kombinace směrového a rozptýleného světla, například světla umělého a přirozeného, případně několika světel v ateliéru.

Poklesem celkové intenzity osvětlení se mění poměr mezi jasem světla a stínu: světlo klesá rychleji, než tmavnou stíny. To je způsobené tím, že některé stíny jsou osvícené rozptýleným světlem. Znamená to, že poklesem celkového světla se sníží kontrast scény. Kontrast na poledním ostrém slunci je tedy větší než kontrast při zatažené ranní obloze.
Osvětlení je jednoduché v případě, kdy má světlo stejný směr, nebo složené, pokud jde z více směrů, ze dvou či více zdrojů.
Osvětlení bude tvrdé, když bude zdrojem světla elektrický oblouk nebo žárovka bez výztuže, mírné, pokud se zatemní průsvitkou (vyrobené z papíru, matného skla, plátna nebo tkaniny), a měkké, když prochází širokým reflektorem z průsvitného plátna.
Druh osvětlení má vliv na povahu stínu a charakter reliéfu. Při tvrdém světle jsou hranice stínu velmi přesně a ostře definovány a reliéf objektu je zvýrazněn – všechny nerovnosti se zdají hlubší. Mírné osvětlení rozostří kontury stínů a znevýrazní povrchový reliéf objektů. Měkké osvětlení tento účinek ještě zmenší.
Je-li světelný zdroj blízko k osvětlenému objektu, jsou stíny kónické a přesně definované. Jestliže světlo pochází ze dvou světelných zdrojů a navzájem se kříží, ve výsledku dávají stín a polostín, které kontrast obrazu zmírní.
Paprsky dopadající na povrchu objektu v úhlu větším než 45° dávají přímé osvětlení, světlo dopadající pod menším úhlem je šikmé.
Šikmé osvětlení zdůrazňuje tvar a formu objektů a dobře zdůrazní jejich detaily. Jedním typem je svícení, jehož úhel dopadu na povrch objektu se blíží nule stupňů. Takové světlo jasně odhaluje strukturu objektu. Pro zjemnění kontrastu se v tomto případě přidává další osvětlení – přímé osvětlení předmětu, ale ze slabšího zdroje světla, než je zdroj šikmého osvětlení.
Při svícení umělým světlem (portrétů, zátiší atd.) se používají následující typy osvětlení:
- Hlavní světlo je světlo směřující na objekt nebo na jeho důležitou část. Jeho úkolem je vytvoření hlavního světelného efektu. Toto světlo by ve srovnání s obecným osvětlením scény mělo poskytovat více světla na osvětlené ploše objektu. Hlavní světlo se používá jen zřídka samostatně, protože je příliš kontrastní, na rozdíl od doplňkového osvětlení, které prokresluje stíny nebo nevypaluje světla.

- Doplňkové světlo rovnoměrné rozptýlené, bezestínové osvětlení objektu, které má dostatečnou intenzitu pro krátkou expozici. Provádí se v kombinaci s dalšími zdroji světel, například s horním a předním.

- Modulované světlo označuje úzký směrový paprsek světla s malou intenzitou, který se používá k prosvětlení malé části objektu, například k prosvětlení stínů za účelem jejich zmírnění nebo i úplné eliminaci. Pro modulované světlo se používají takzvané komínky – světla s hlubokým a úzkým reflektorem s běžnou nebo úspornou žárovkou s tubusem.

- Protisvětlo (kontrasvětlo) je světelný zdroj, který se nachází přímo za fotografovaným objektem nebo poblíž a míří proti objektivu fotoaparátu. Tento efekt obvykle zdůrazňuje kontury objektu a odděluje jej opticky od pozadí, skrývá detaily, způsobuje silnější kontrast mezi světlem a tmou, vytváří siluety a zdůrazňuje linie a tvary. Toto světlo zdůrazňuje formy objektu nebo jeho části. Zdroj světla je umístěn v krátké vzdálenosti za objektem. Pro tvarování světla se používají reflektory se středním průměrem reflektoru.

- Světlo na pozadí míří na pozadí za snímaný objekt. Osvětlení pozadí musí být menší než hlavní světlo. Může být rovnoměrné a nerovnoměrné. Obvykle se modeluje tak, aby světlé oblasti objektu byly na tmavém pozadí a tmavé na světlém (viz princip kontrastu). Pro rovnoměrné osvětlení pozadí se používají zdroje světla s širokou sofitou a pro menší s ostrými hranami s úzkou. Dobré výsledky měkkého světla dává odražené světlo z deštníku s reflexním povrchem a ploché reflektory s bílou látkou na rámu (softbox).

## Umělé světlo

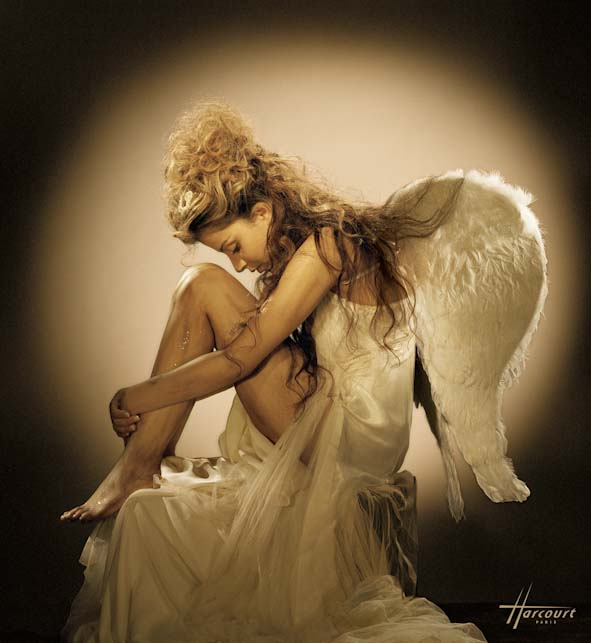
Ateliér Studio Harcourt: Portrét Najoua Belyzelové s využitím hlavního, doplňkového a zadního světla, 2006

Umělé světlo ve fotografii je označení pro osvětlení, které vykazuje stálou hodnotu teploty chromatičnosti. Mezi zdroje umělého osvětlení patří například fotografický blesk, halogenová nebo obyčejná žárovka nebo různé zářivky. Pro určení teploty světelného zdroje se používá kelvinometr a měří se v kelvinech.
V tradiční černobílé fotografii se osvětlení skládá ze tří světel: hlavního, doplňkového (fill-in) a zadního. Hlavní světlo odhaluje kontury objektu, doplňkové prokresluje stíny, a tím snižuje kontrast, zatímco zadní zdůrazňuje pozadí. Jako čtvrté může být použito ještě protisvětlo.
- nepřímé světlo
- přímé světlo neboli hlavní světlo

- dostupné světlo

- kombinované osvětlení

### Studiové osvětlení
Studiové osvětlení je výkonné osvětlení namontované na speciálním fotografickém stojanu, který může být libovolně přesunován bez ohledu na fotoaparát. Může být napájen z elektrické sítě nebo ze silného akumulátoru. Využívá se ve fotografickém ateliéru nebo exteriéru. Fotografové používají dva typy osvětlení – pulzní a konstantní světlo. Praktický rozdíl spočívá v tom, že pulzní světlo svítí velmi krátkou dobu – setiny sekundy – zatímco konstantní světlo vydává nepřetržitý zdroj světla. Oba typy jsou takzvané umělé světlo.

## Přirozené světlo
Za přirozené světlo se považuje denní sluneční světlo.
Uprostřed dne může příliš jasné horní slunce vytvořit příliš světlé jasy nebo velmi tmavé stíny. Do jaké míry může nastat přeexponování, se liší podle druhu fotografického filmu a digitálních fotoaparátů a jejich různých dynamických rozsahů. Tento „krutý“ a nepříjemný světelný problém je zvláště důležitý v portrétní fotografii, kde se pro jeho zmírnění používá doplňkový blesk, jelikož je často nutné vyvážit osvětlení detailu obličeje nebo těla vyplněním ostrých kontrastních stínů, které jsou obvykle považovány za nežádoucí.

### Příklady
Vliv různého denního světla a počasí na atmosféru snímku.

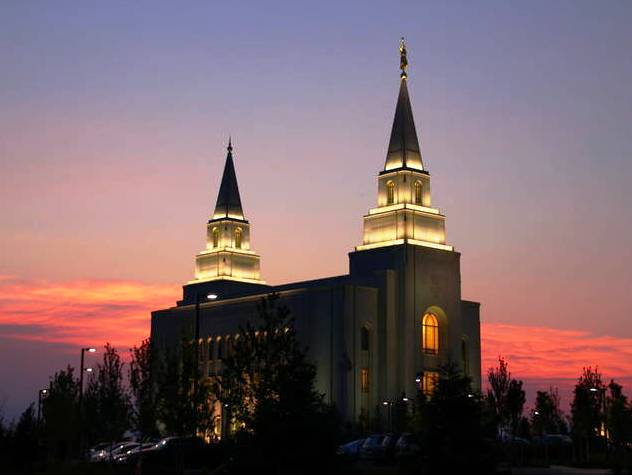
Kansas City Missouri Temple, autor: Valerie Anderson
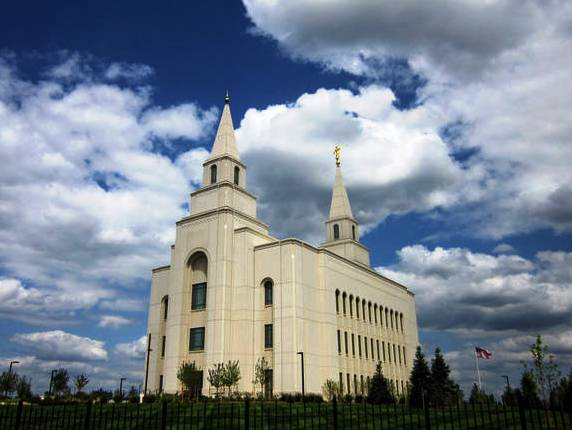
Kansas City Missouri Temple, autor: Valerie Anderson
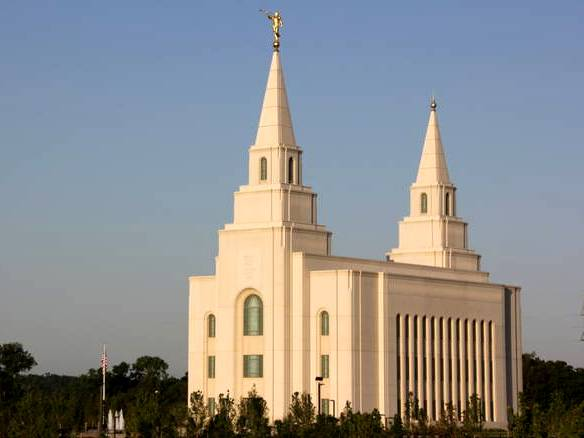
Kansas City Missouri Temple, autor: Valerie Anderson

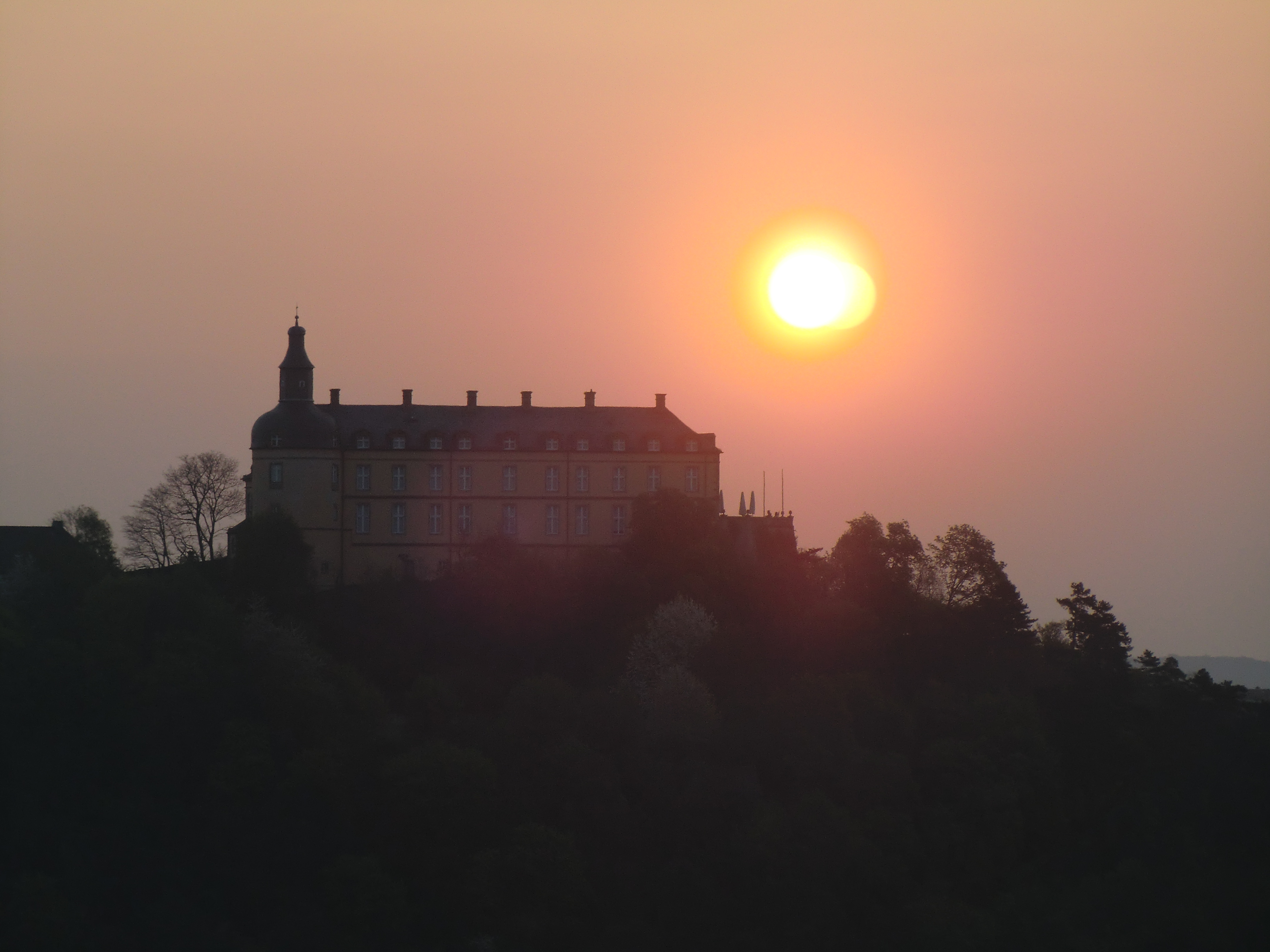
Svítání
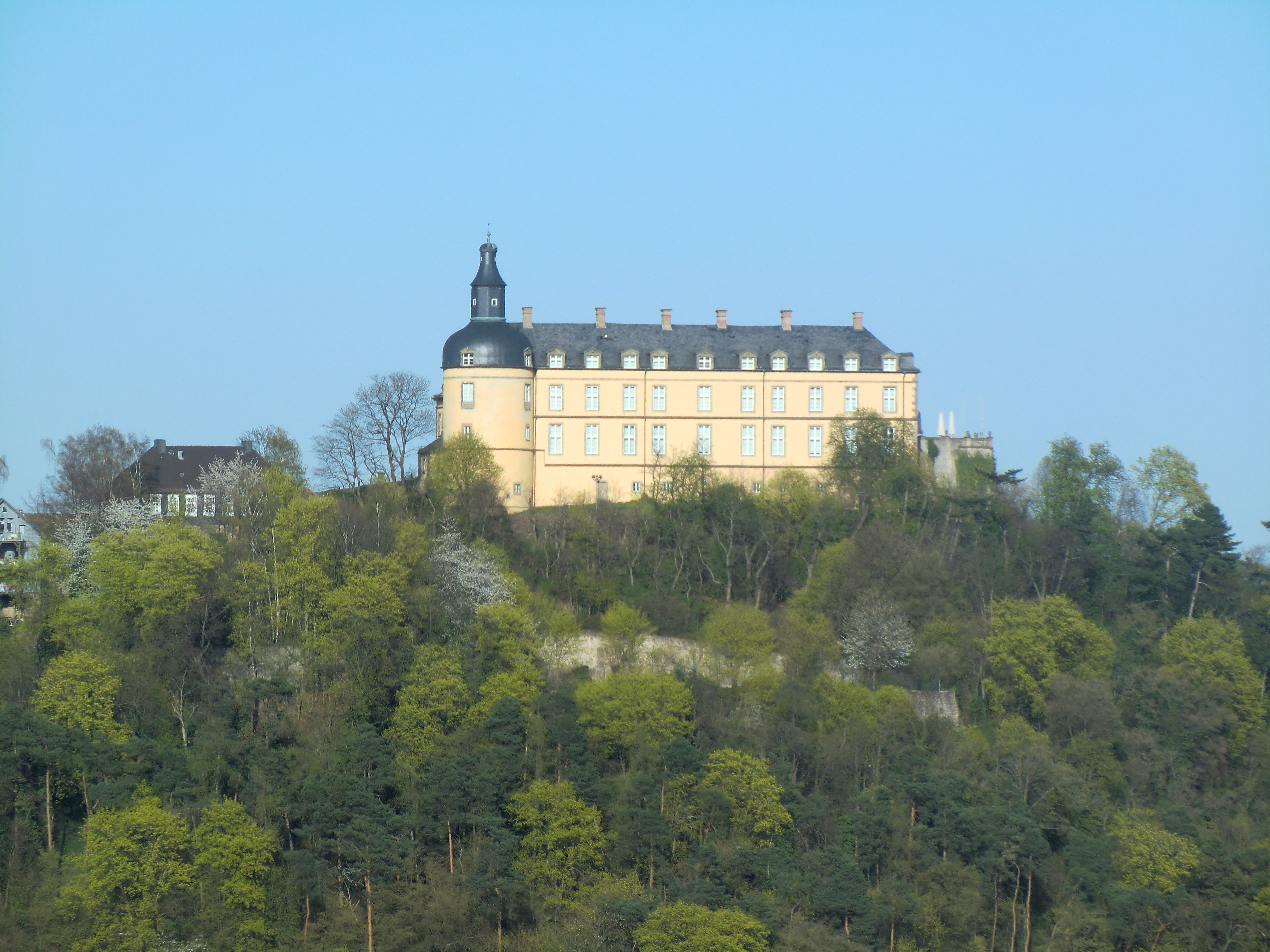
Podvečer

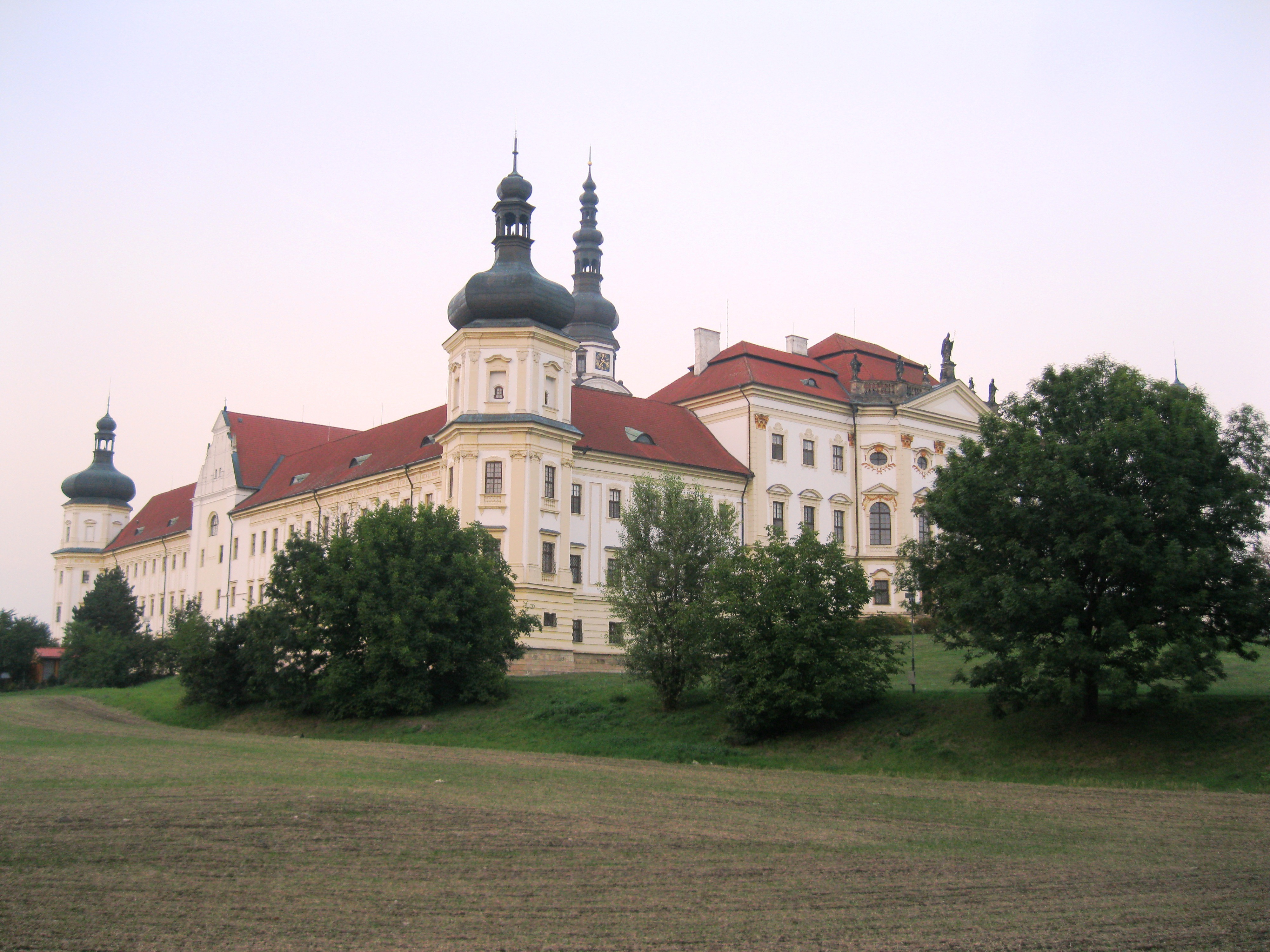
Klášter premonstrátský v Olomouci v rozptýleném světle
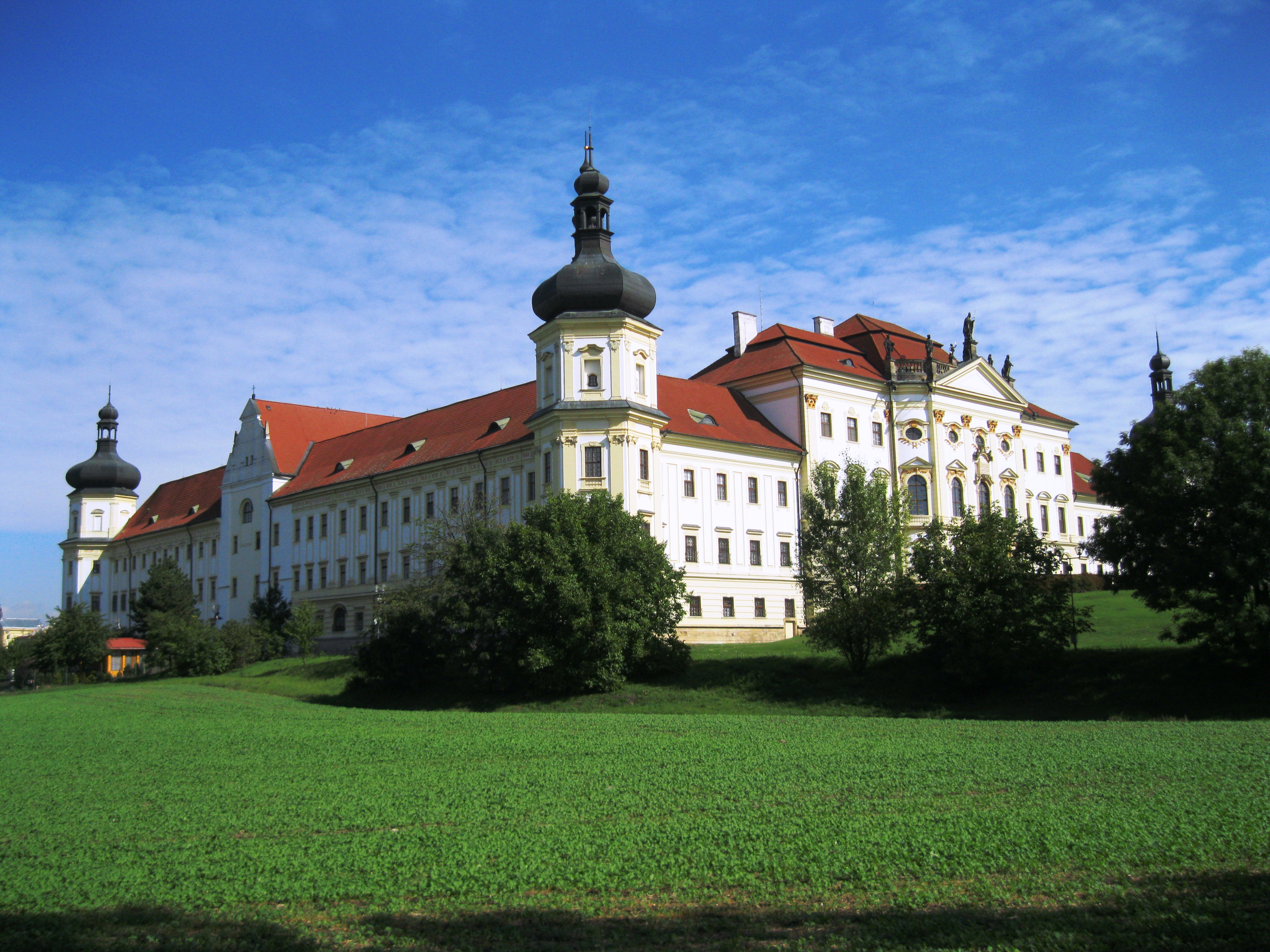
Klášter v ostrém denním světle

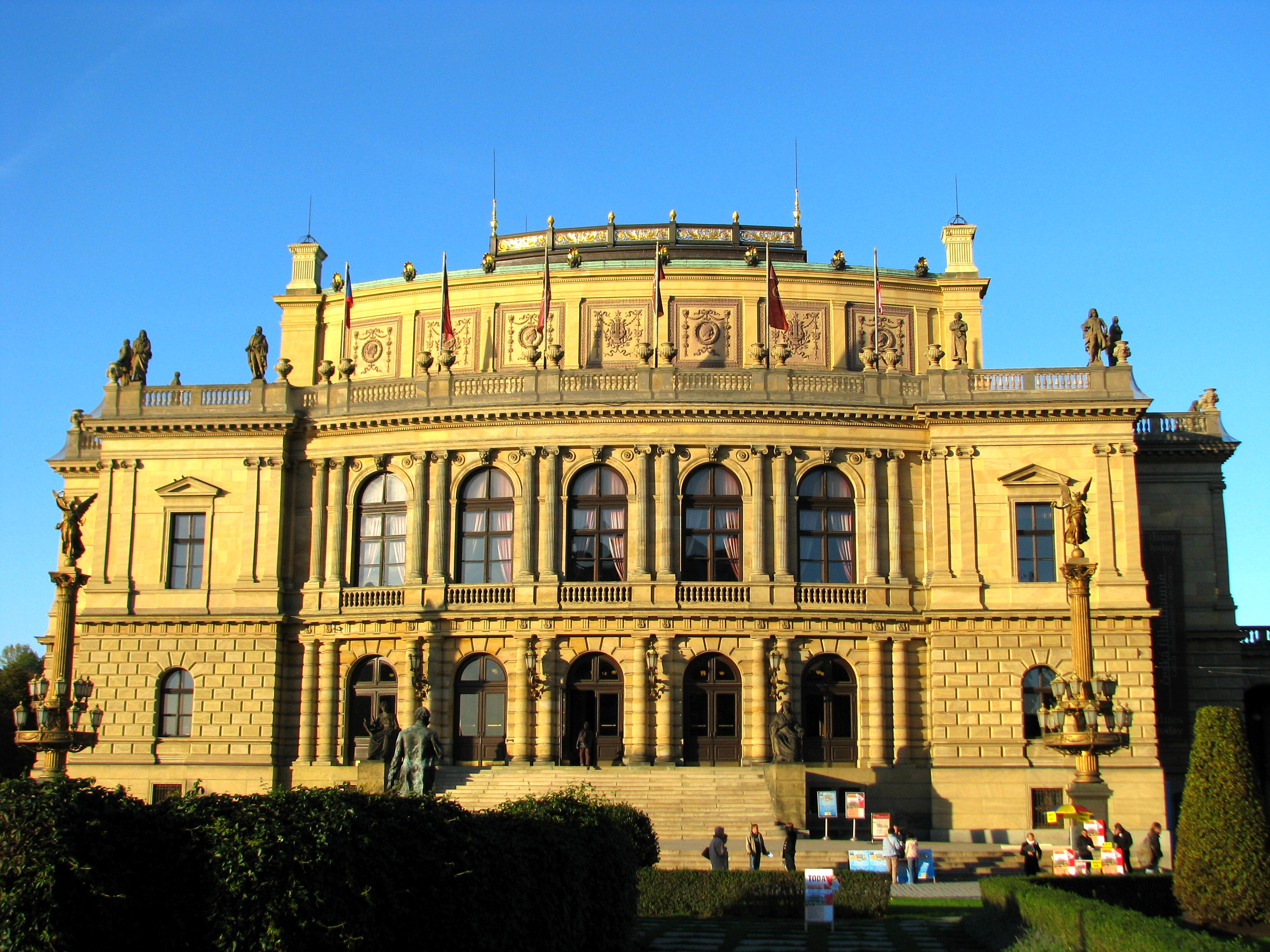
Koncertní dům Rudolfinum, ostré denní světlo
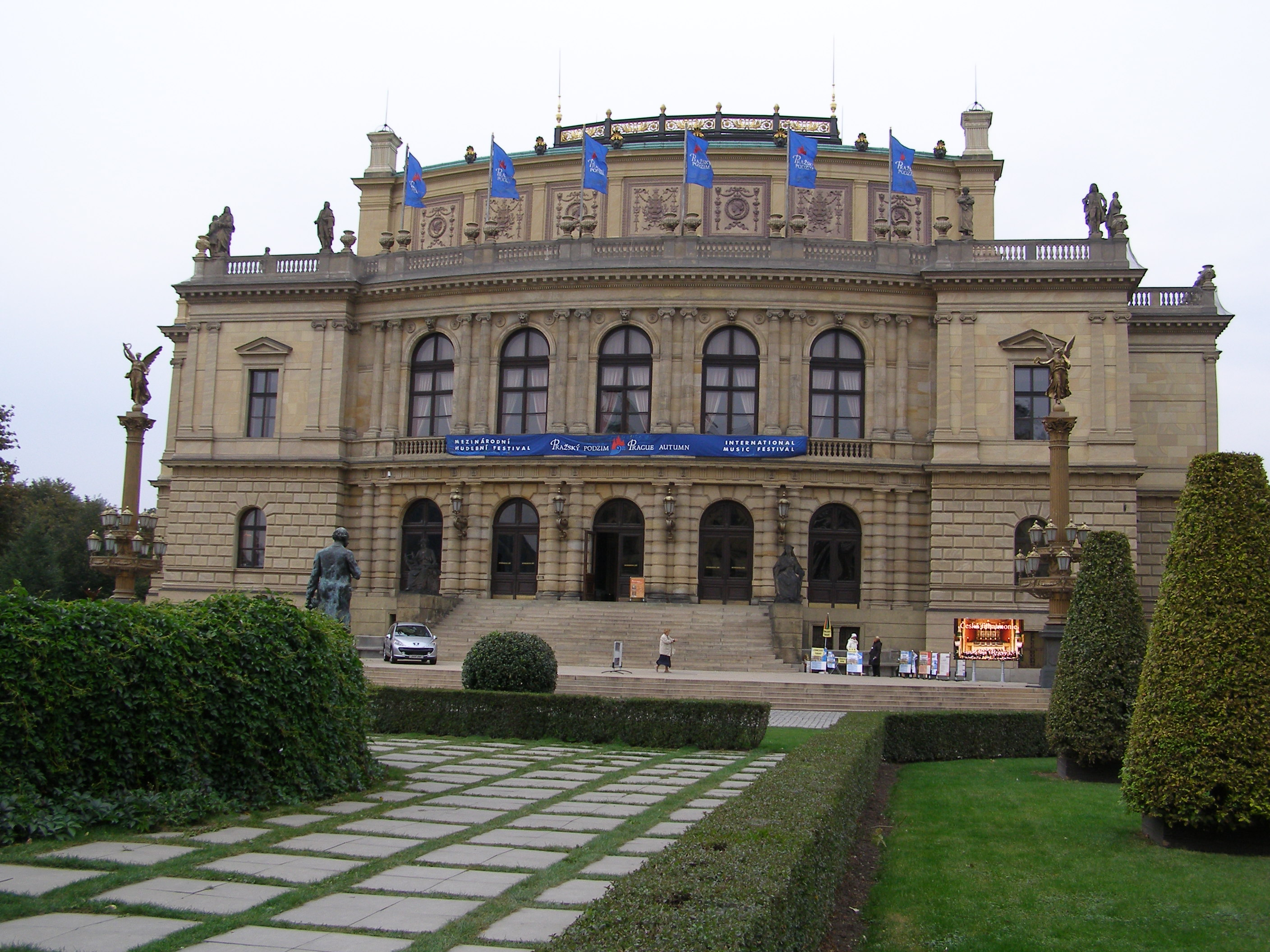
Rudolfinum, rozptýlené světlo
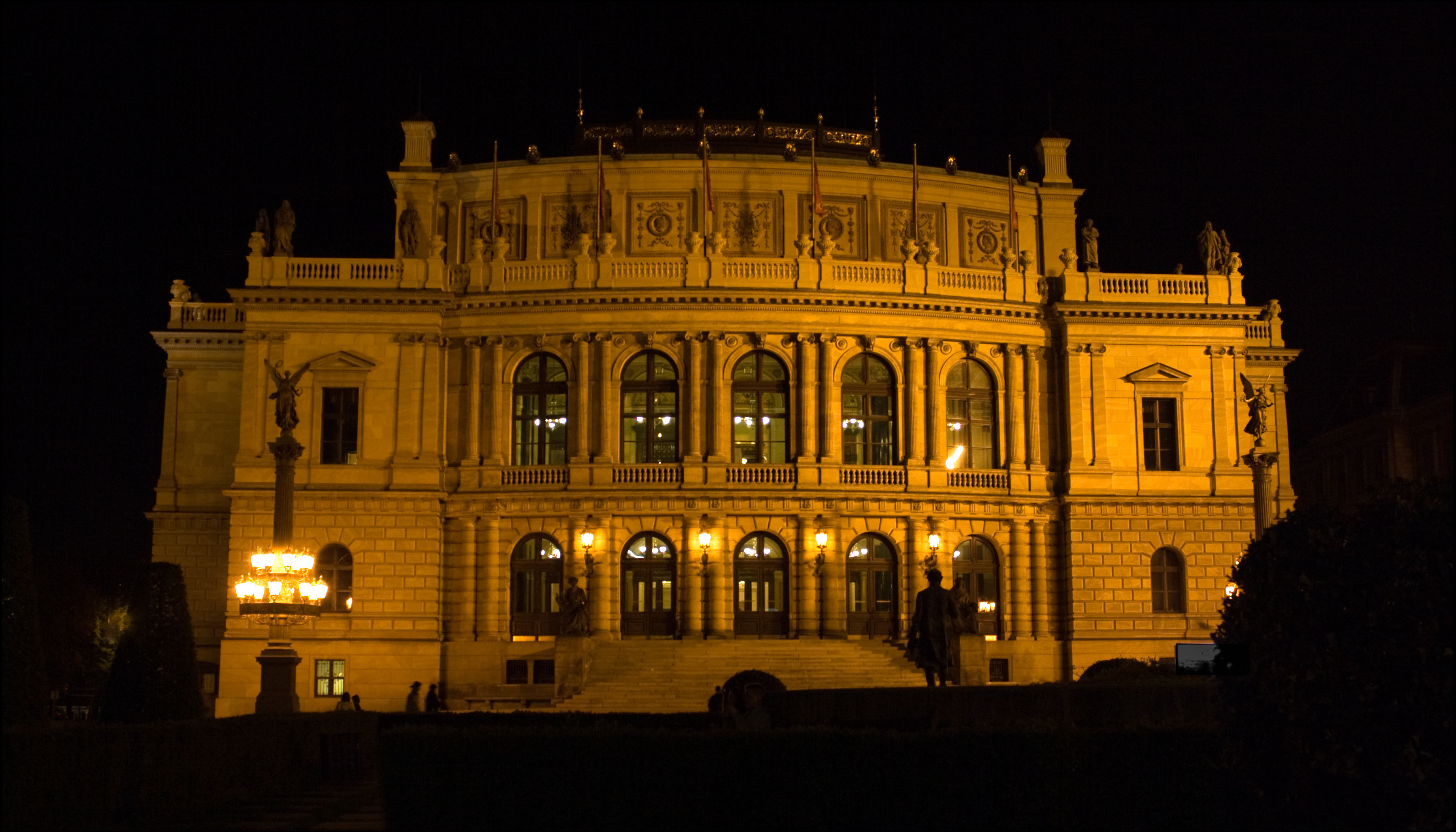
Rudolfinum v noci při umělém žárovkovém osvětlení

### Modrá hodina

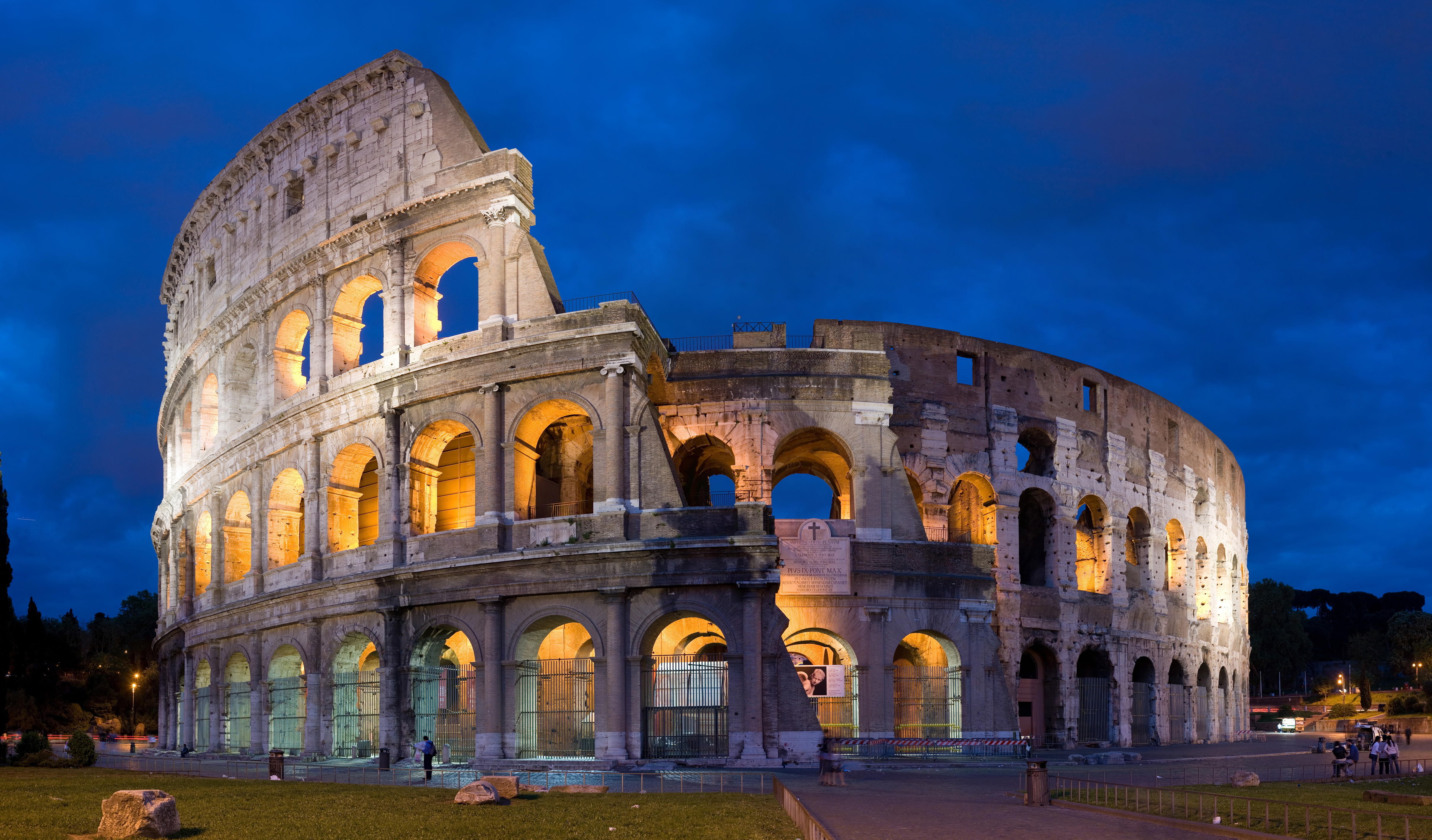
Římské Koloseum během modré hodiny, foto: David Iliff

Modrá hodina označuje dobu svítání a soumraku každé ráno a večer, kdy není ani úplné denní světlo, ani úplná tma. Tato doba je zvláštní kvalitou svého světla, během ní má obloha modrou barvu a přibližně stejný jas jako umělé osvětlení budov a pouličního osvětlení. Nebeská modř má však jinou fyzikální podstatu než během dne, a tudíž má i jiné spektrální složení. Využívá se pro pořizování snímků za dostupného světla v žánru noční fotografie. Ve srovnání s fotografováním za úplné tmy je osvětlení prostředí dostatečné, je tedy více vidět, kontrasty mezi světlými a tmavými místy jsou zmírněny a snímky mají zajímavou atmosféru. Využití najde v široké škále fotografických žánrů, především ve fotografii architektury. Skutečnost, že umělé osvětlení budov má přibližně stejný jas a barevný kontrast, poskytuje vyrovnaný fotografický motiv. Využitím rozptýleného světla odraženého od oblohy se jako výsledek získají rovnoměrně osvětlené předměty s měkkými konturami, barvami a jemnými pastelovými tóny. Různé teploty barev (modrá obloha, oranžové světlo, modrobílé žárovky, tyrkysové zářivky) poskytují nezvykle barevné fotografie. Tento efekt se ještě více zesílí delší expoziční dobou. V portrétní fotografii poskytuje příjemné rozptýlené světlo v tomto čase rovnoměrně osvětlenou pokožku s měkkou kresbou a jemnými pastelovými tóny.

### Zlatá hodina

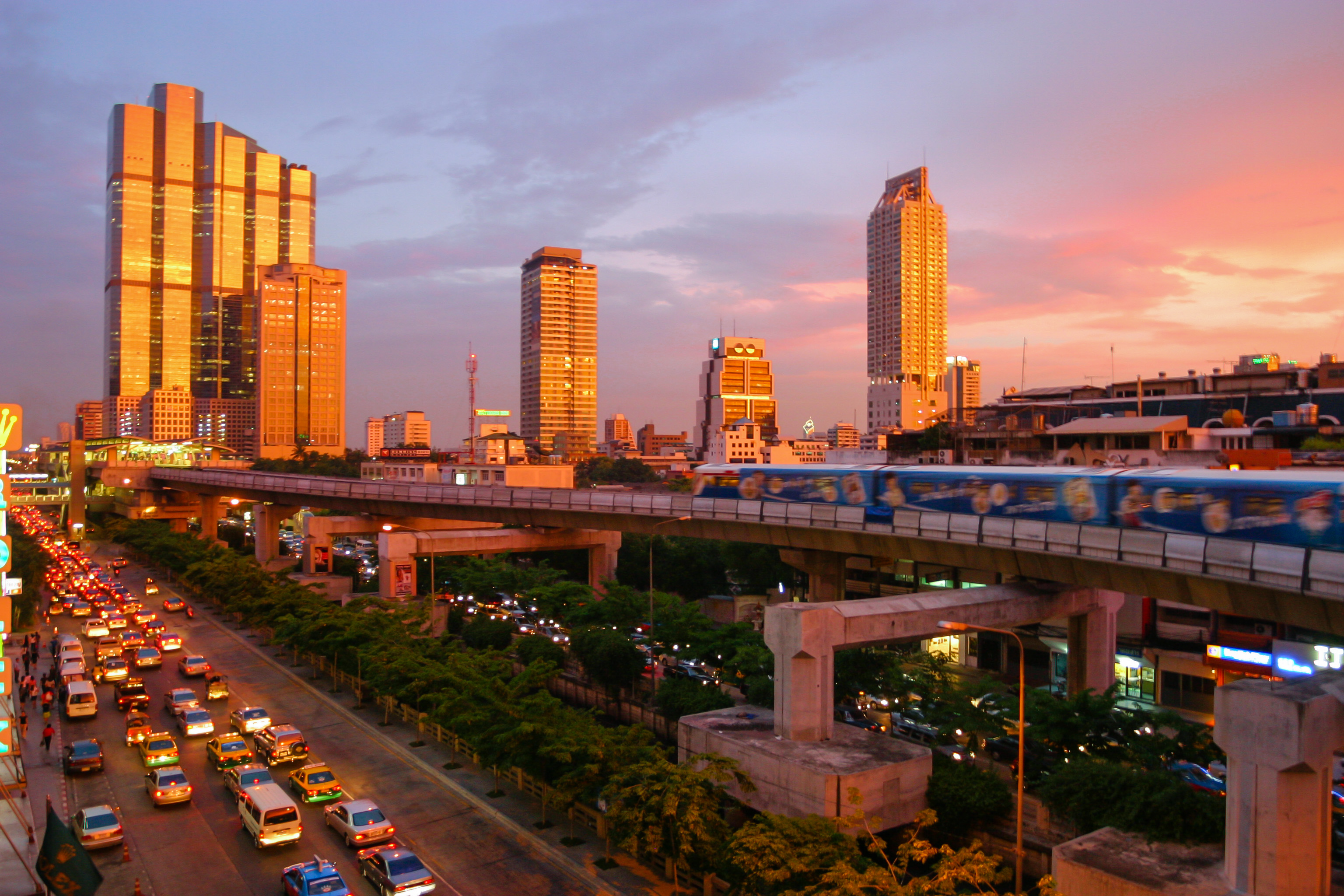
Bangkok během zlaté hodiny

Ve fotografii je zlatá hodina (někdy známá jako magická hodina) první a poslední hodina slunečního denního svitu, kdy je dosaženo specifického fotografického efektu díky kvalitě světla. Platí, že osvětlení je v tomto čase měkčí (více difúzní), teplejší v barevných odstínech a vržené stíny jsou delší. Když je Slunce nízko nad horizontem, sluneční světlo prochází větší vrstvou atmosféry, sníží se intenzita přímého světla a větší část osvětlení pochází z odraženého nepřímého světlo od nebe, což snižuje kontrast (poměr) osvětlení. Modré světlo je rozptýlené a světlo ze Slunce se jeví více rudé až zlaté.
Vzhledem k tomu, že během zlaté hodiny je jasový kontrast scény menší, stíny jsou méně temné a je méně pravděpodobné, že scéna bude přeexponovaná. Během fotografování krajin poskytuje nízké slunce teplé barvy a je často považováno za žádoucí posílení barevnosti scény.

### Černé světlo
Černé světlo je ve fotografii světlo, u kterého je nebe tmavší než fyzické objekty před ním. Objevuje se obvykle před bouřkou a nejlépe vyzní v přímém slunečním světle. Na snímku působí tento druh světla velmi dramaticky a neobvykle. Vzniká v kombinaci přímého slunečního světla a tmavé oblačnosti. Ještě více vynikne, pokud se opírá do světlých objektů, které sluneční světlo ještě více zdůrazní, a vznikne tak větší kontrast mezi světlým popředím a tmavým pozadím. Pokud je světlo šikmé, například ráno nebo vpodvečer, je efekt ještě více zesílen. Při této kombinaci světel, tedy slunce v zádech a tmavé bouřkové mraky se srážkami v popředí, se občas objeví na obloze duha.

## Druhy světla

### Low key

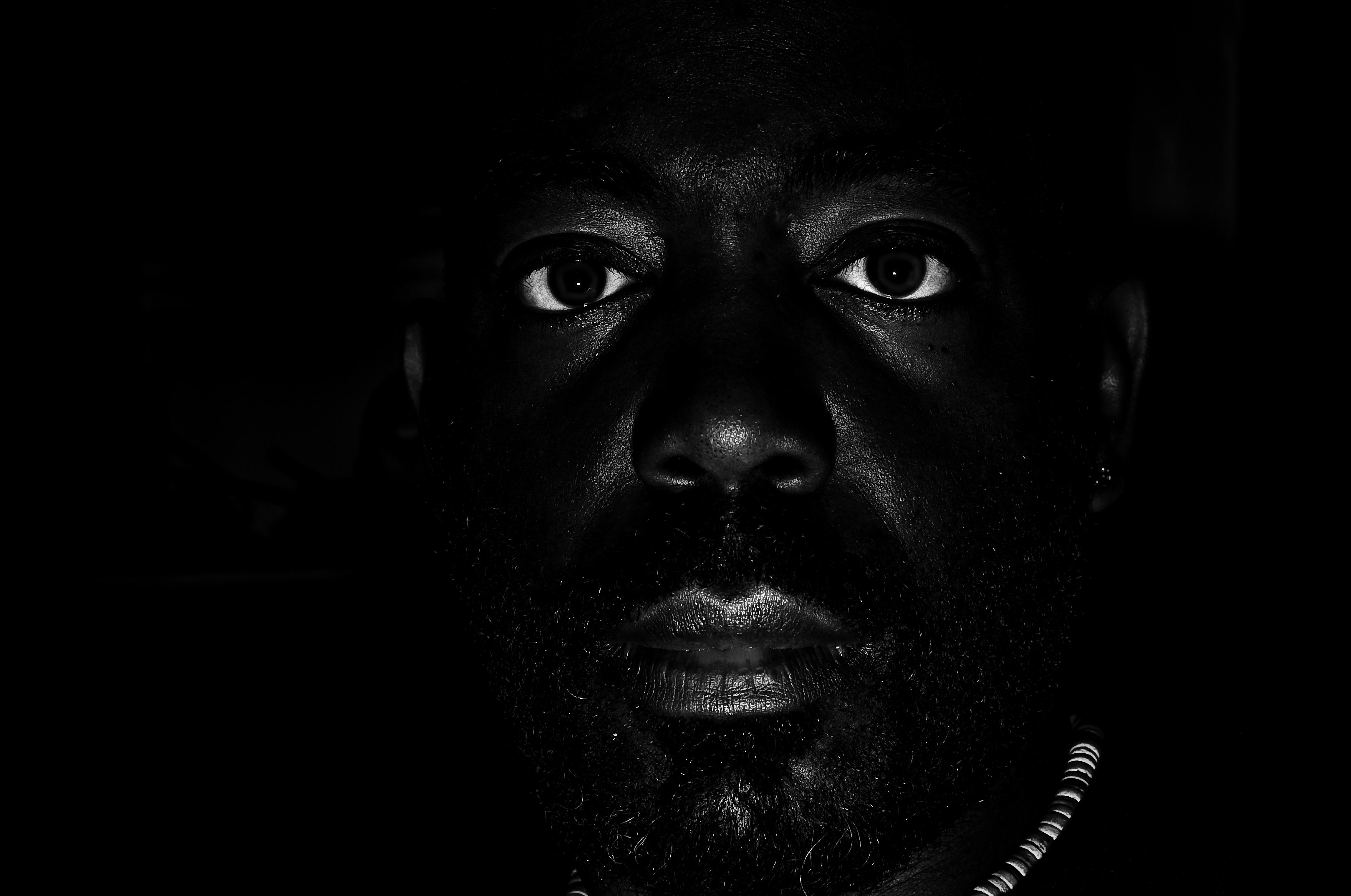
Portrét technikou low key

V případě low key a high key se jedná o snímky s převahou stínů nebo s převahou světel. Jak pro low key, tak i high key je žádoucí provádět korekce expozice.
Low key osvětlení je styl nasvícení fotografické scény vyznačující se převahou tmavých tónů a vysokým kontrastem mezi světlem a stínem. Podobá se šerosvitu v malbě, vysoký kontrast činí snímky dramatičtější: zdůrazňuje jas slunce na poušti, lidské obličeje činí drsnější a starší, izoluje předměty od tmavšího okolí. U low key je toto žádoucí, proto se v něm doplňkové světlo používá zřídka. Poměr jasu světel a stínů zde dosahuje i 8 : 1, což je výrazně více než u osvětlení high key, kde se poměr může blížit 1 : 1.

### High key

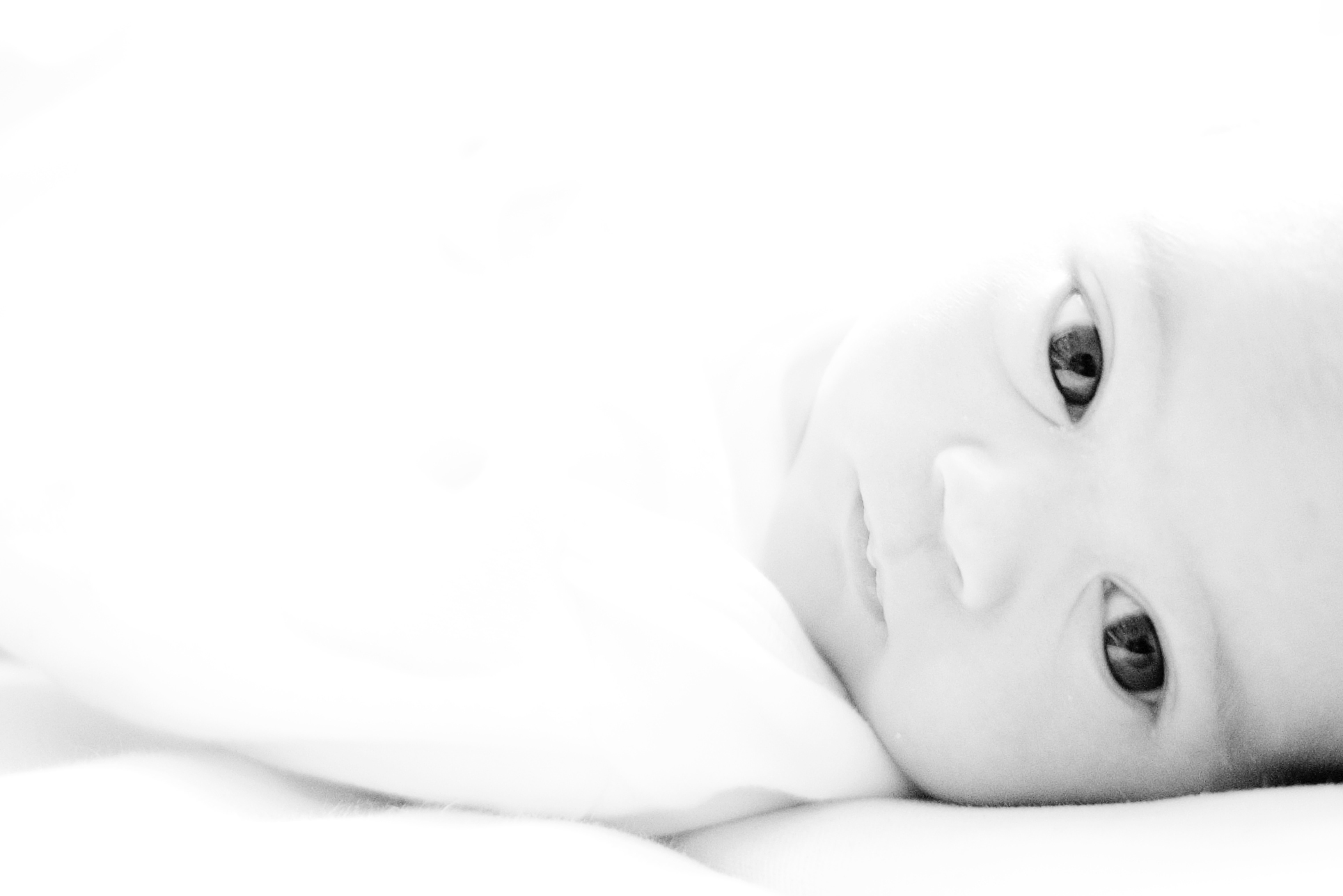
Portrét technikou high key

High key osvětlení (světlá tonalita, vysoký klíč) je styl nasvícení fotografické scény vyznačující se převahou světlých tónů a malým kontrastem mezi světlem a stínem. Výsledný obraz je bez tmavých částí, s výjimkou drobných detailů. Malý kontrast dělá snímky poetičtější. Poměr jasu světel a stínů je u této metody 1 : 1, což je mnohem méně než u osvětlení low key, kde je poměr až 8 : 1. Osvětlení by mělo být velmi měkké, nekontrastní, avšak nikoli ploché. Pro fotografie vytvořené touto technikou jsou vhodné například blondýnky nebo modely se světlou pletí.
Pro techniku high key je specifické, že neklade důraz na modelování tvarů a forem (ačkoli toho zkušený fotograf může také dosáhnout), ale má za cíl mírným zkreslením skutečnosti potlačit ty nejmenší detaily a vady pleti v portrétní fotografii. Technika je též vhodná pro reklamní a módní fotografie, kde je často žádoucí představovat člověka jako typ.
Jak pro low key, tak i high key je žádoucí provádět korekce expozice.

### Protisvětlo

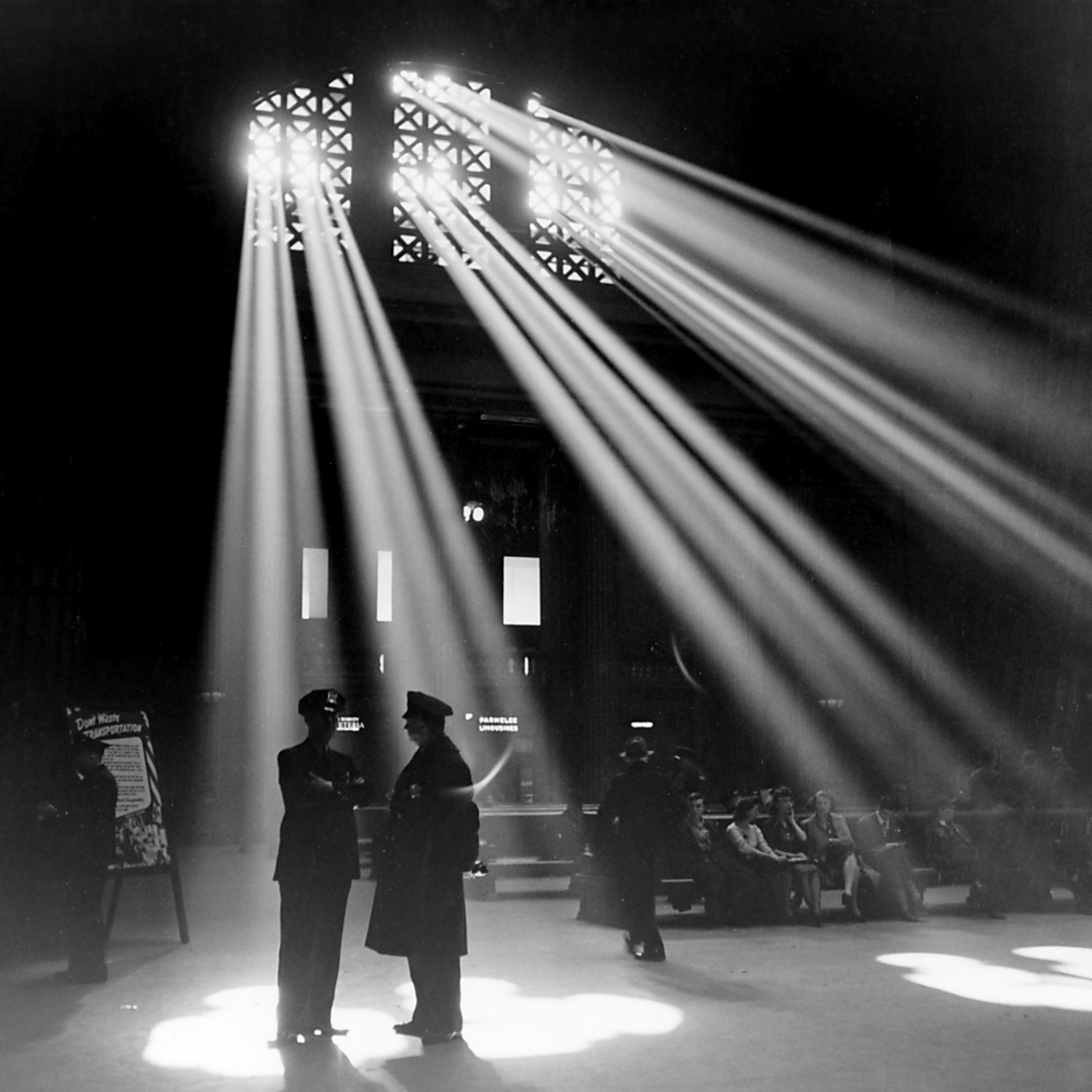
Jack Delano využil protisvětlo na snímku V čekárně společnosti Chicago Union Station, Chicago, 1943

Protisvětlo (kontrasvětlo, francouzsky contre-jour) označuje světelný zdroj, který se nachází přímo za fotografovaným objektem nebo poblíž a míří proti objektivu fotoaparátu. Tento efekt obvykle skrývá detaily, způsobuje silnější kontrast mezi světlem a tmou, vytváří siluety a zdůrazňuje linie a tvary. Slunce nebo jiný zdroj světla je často zobrazen jako jeden světlý bod nebo jako silné osvětlení za objektem. Jako doplňkové světlo může být použito k umělému osvětlení zadní strany předmětu směrem k fotoaparátu. Silueta nastane, když je poměr osvětlení 16 : 1 nebo více, při nižších poměrech, například 8 : 1, je výsledkem spíše low-key.

### Směrované světlo
Směrované světlo (kontrastní světlo, tvrdé světlo) ve fotografii je světlo, které objekt výrazně osvětluje. Směr světla je důležitý pro modulaci tvaru, tvorbu stínů a pro zobrazení struktury povrchu. V místech, kam světlo nedopadá, je stín. V některých případech tvoří v osvětlených místech přeexponovaná místa („přepaly“) a ve tmavých podexponované plochy („zapečení“). Směrové světlo osvětluje pouze místa, která jsou směrem ke světelnému zdroji, zbytek jeho povrchu je ve stínu. Směr světla se určí podle směru stínu, který je na opačné straně předmětu. Směrované světlo je jedním ze dvou základních druhů světla, přičemž to druhé je světlo rozptýlené. V porovnání s rozptýleným světlem vytváří tvrdší kontrastní stíny.

### Rozptýlené světlo
Rozptýlené světlo, cizím slovem difúzní světlo, je světlo, které přichází ze všech směrů a stejnoměrně osvětluje povrch celého objektu, takže nevznikají žádné tvrdé stíny, odrazy nebo reflexy. U denního světla je to světlo při zcela zatažené obloze („slunce v mléku“). V ateliéru je to světlo získané velkoplošnými svítidly, pomocí rozptylovačů nebo odrazem od velkých ploch (nepřímé světlo) nebo rozptylovačů. Směr světla je zachován, ale stíny jsou velmi měkké, světlé a bez ostrého rozhraní. Dokonale rozptýlené světlo lze získat ve světelném boxu. Je jedním ze dvou základních druhů světla, přičemž to druhé je světlo směrované.
Tímto osvětlením se získají na snímku odpovídající tvary a barvy objektu. Vzhledem k nedostatku stínů a polostínů se objekt na snímku zdá být téměř plochý.

### Hlavní světlo
Hlavní světlo je první a obvykle nejdůležitější světlo, které využívá fotograf jako tvůrce obrazové scény. Je to světlo nejsilnější a může se jednat o umělé nebo přirozené světlo. Hlavní světlo směřuje na snímaný objekt nebo na jeho důležitou část a jeho úkolem je vytvoření hlavního světelného efektu, zdůraznit jeho formu a rozměr. Toto světlo by ve srovnání s obecným osvětlením scény mělo poskytovat nejvíce světla na osvětlené ploše objektu. Hlavní světlo se používá jen zřídka samostatně, protože je příliš kontrastní, na rozdíl od doplňkového osvětlení, které prokresluje stíny nebo nevypaluje světla. Vynechání hlavního světla má za následek efekt siluety. Ve scéně může být použito více hlavních světel, které osvětlují jednotlivé objekty v rámu, nebo se rozsvěcují ve vhodném okamžiku, aby osvětlily pohybující se objekt.
V tradiční černobílé fotografii se osvětlení skládá ze tří světel: hlavního, doplňkového (fill-in) a zadního. Hlavní světlo odhaluje kontury objektu, doplňkové prokresluje stíny, a tím snižuje kontrast, zatímco zadní zdůrazňuje pozadí. Jako čtvrté může být použito ještě protisvětlo.

### Doplňkové světlo
Doplňkové světlo (anglicky fill light, fill-in nebo zkráceně fill) je světlo, které doplňuje světlo hlavní, redukuje kontrast scény a prokresluje stíny. Je často měkčí a samozřejmě také méně intenzivní než hlavní světlo. Poměr mezi světlem a stínem závisí na požadovaném efektu.
Například doplňkové světlo je zastoupeno pouze v malém množství v případě, kdy hlavní světlo dává scéně velký kontrast, jako je to například při technice low-key. Naopak bude využito velmi (poměr bude poloviční a více) při osvětlení technikou high-key, kdy je potřeba malý kontrast.
Alternativou k použití přímého zdroje světla je odrážení hlavního světla pomocí odrazné desky.

### Kombinované osvětlení
Kombinované osvětlení (kombinované světlo, různorodé osvětlení) je kombinace umělého (směrového) a přirozeného (rozptýleného) světla (například světelné zdroje různých barevných teplot). Pod stejným pojmem se může rozumět také kombinace více světel ve fotografickém ateliéru (například přední a boční světlo).

### Boční světlo
Boční světlo nebo šikmé světlo je světlo, které na povrch objektu dopadá ze strany. Může být jako měkké rozptýlené světlo, nebo ostřejší směrované světlo, které pak vytváří tvrdé kontrastní stíny. Kromě přirozeného slunečního světla se používá uměle ve fotografickém ateliéru k nasvícení scény.

### Dostupné světlo
Dostupné světlo (anglicky available light) znamená, že i přes nepříznivé světelné podmínky (například za soumraku nebo ve špatně osvětlených interiérech) je postačující situace pro obrazový záznam pouze s tím světlem, které poskytuje stávající osvětlení na místě. Fotografovat za dostupného osvětlení znamená, že nebude využito další přídavné osvětlení, jako je blesk nebo lampa. Obecně vzato se rozumí, že se jedná o jakýkoli zdroj světla, který není explicitně dodáván fotografem za účelem fotografování. Odkazuje se na zdroje světla, které jsou již k dispozici přirozeně (např. slunce, měsíc, veřejné osvětlení), nebo uměle (například světlo v místnosti, žárovka, zářivka).

## Měření světla

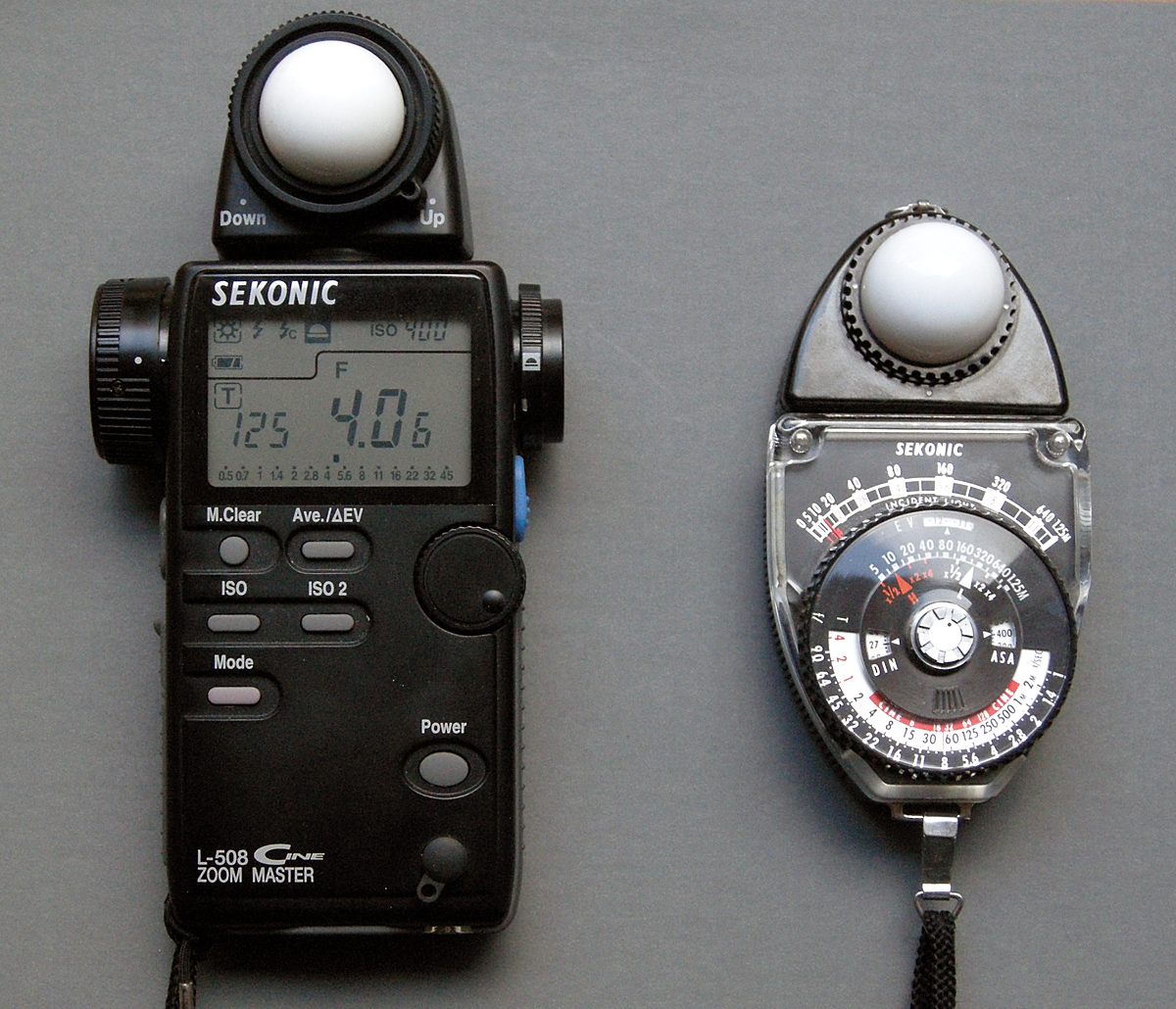
Flashmetr určuje jas dopadajícího světla na scénu

Měření světla je proces zjištění množství světla dopadajícího na film nebo senzor za určitý čas. Používají se čtyři základní typy měřidel světla – expozimetrů: pro dopadající světlo, odražené světlo, bodové světlo a záblesk. Přesněji řečeno, bodové světlo patří mezi světla odražená a blesk může též patřit mezi světla dopadající nebo odražená (podle způsobu měření). Hodnota expozice je nezbytná pro správné nastavení clony a času expozice (rychlosti závěrky) fotoaparátu.
K určení jasu odraženého světla od zobrazované scény se používá expozimetr. Moderní přístroje mají většinou expozimetr integrovaný. Expozimetry odraženého světla měří intenzitu světla, které se od předmětu snímku odráží. Jejich údaje se čtou s měřidlem u fotopřístroje nasměrovaném na snímaný předmět.
Expozimetry incidentního světla měří intenzitu světla dopadajícího na předmět, většinou tzv. flashmetery. K získání údaje incidentního světla se flashmetr umístí podél předmětu tak, aby mířil na fotoaparát nebo ke zdroji světla, podle způsobu měření. Většina měřičů incidentního světla může též být upravena na funkci expozimetrů světla odraženého.
Expozimetry bodového světla – jasoměry (spotmetry) měří odražené světlo pod úhlem jen asi 1°, zatímco výše zmíněné typy pokrývají mnohem širší úhel – od 30° do 50° u expozimetrů odraženého světla a až 180° u expozimetrů incidentního světla. Expozimetry blesku (flashmetery) jsou navrženy pro měření záblesků světla trvající zlomek sekundy uvolněných bleskovými jednotkami. Expozimetry kombinovaných typů světla jsou navrženy se schopností měřit záblesky, incidentní i odražená světla.
Nejjednodušší expozimetry obsahují fotoelektrickou buňku, která – pokud je vystavena světlu – generuje slabý elektrický proud a naměřenou hodnotu indikuje ručičkou na ciferníku. Expozimetr je vybaven nastavitelným kalkulátorem, jenž ukazuje citlivost filmu. Když je ciferník zaaretován podle ukazatele, expozimetr ukazuje různé kombinace rychlostí závěrky a clonových čísel, která zajistí ekvivalentní expozice a podle kterých může být nastaven fotoaparát.

## Příklady

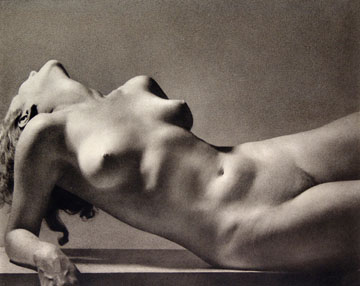
Horní světlo, fotografie aktu, autor: Rudolf Koppitz, asi 1927
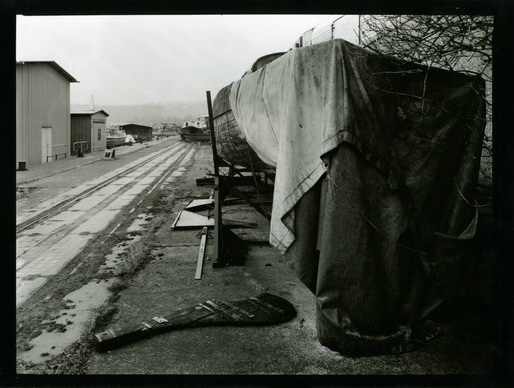
Rozptýlené světlo při zatažené obloze, autor: Jan Reich, z cyklu Městská krajina, 1997
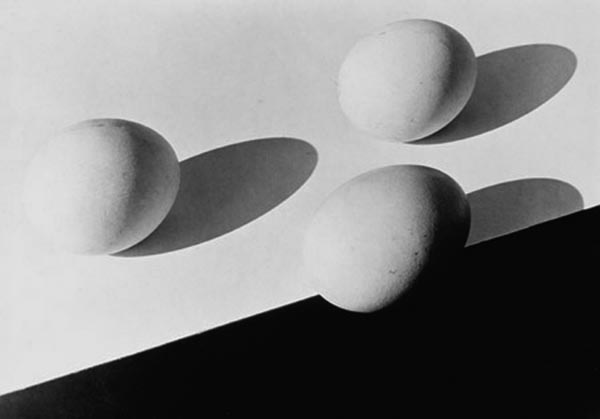
Tvrdé boční světlo, fotografie zátiší, autorka: Aenne Biermann: Vajíčka, asi 1930
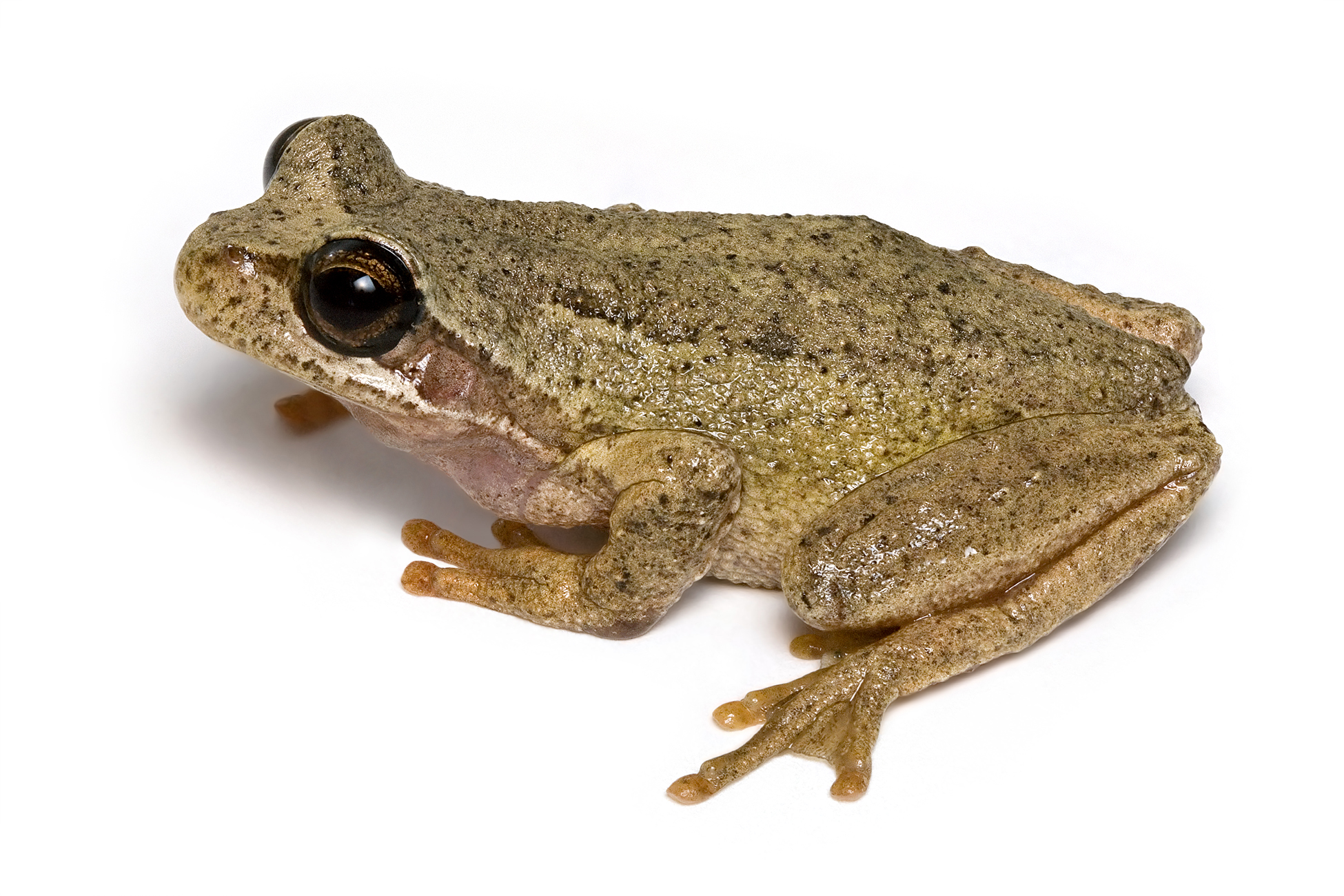
Rozptýlené měkké světlo, ateliérový snímek se softboxem
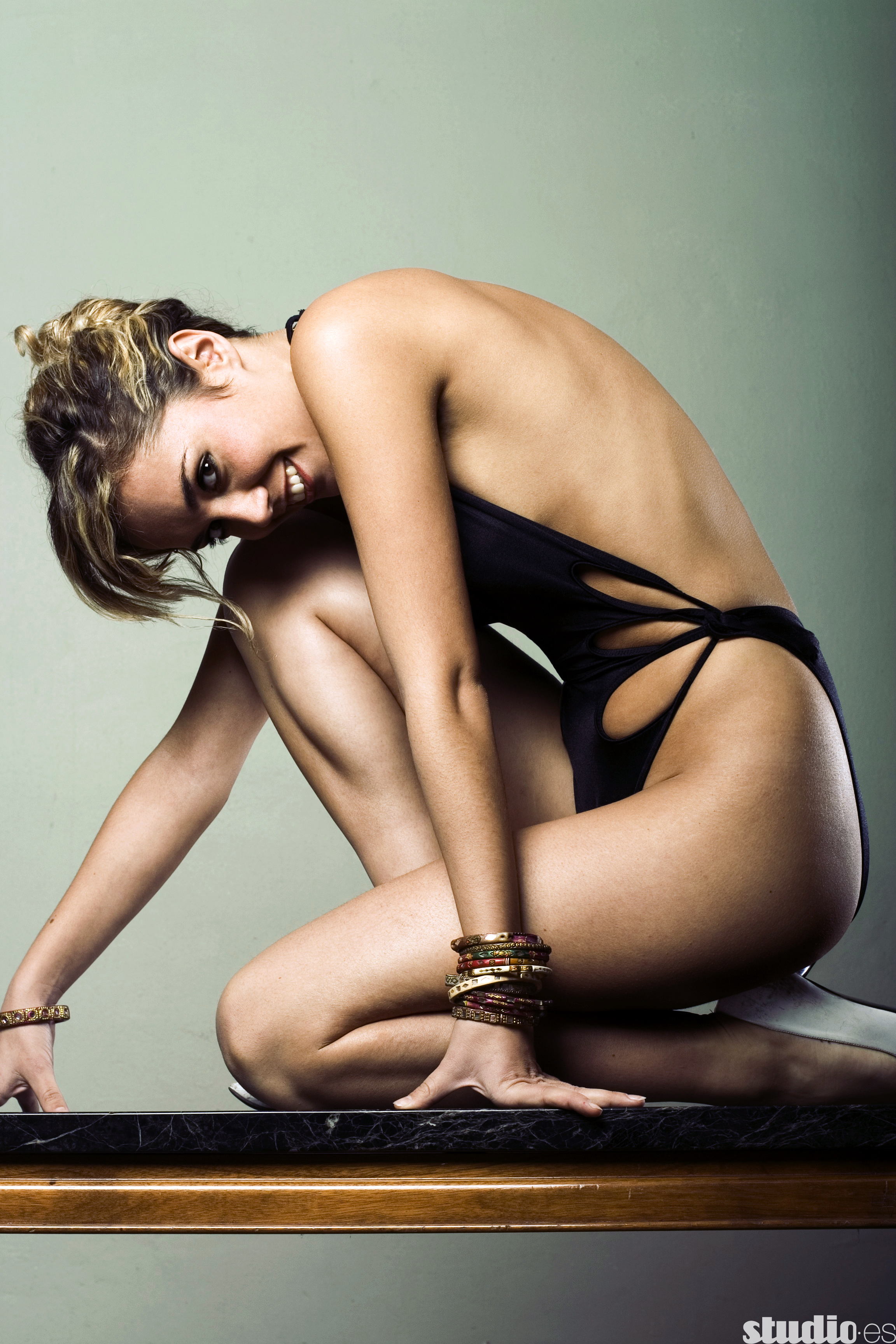
Modelka ve studiu, fotografováno s hlavním softboxem 100×100 cm a doplňkovým světlem zprava 70×70 cm, módní fotografie
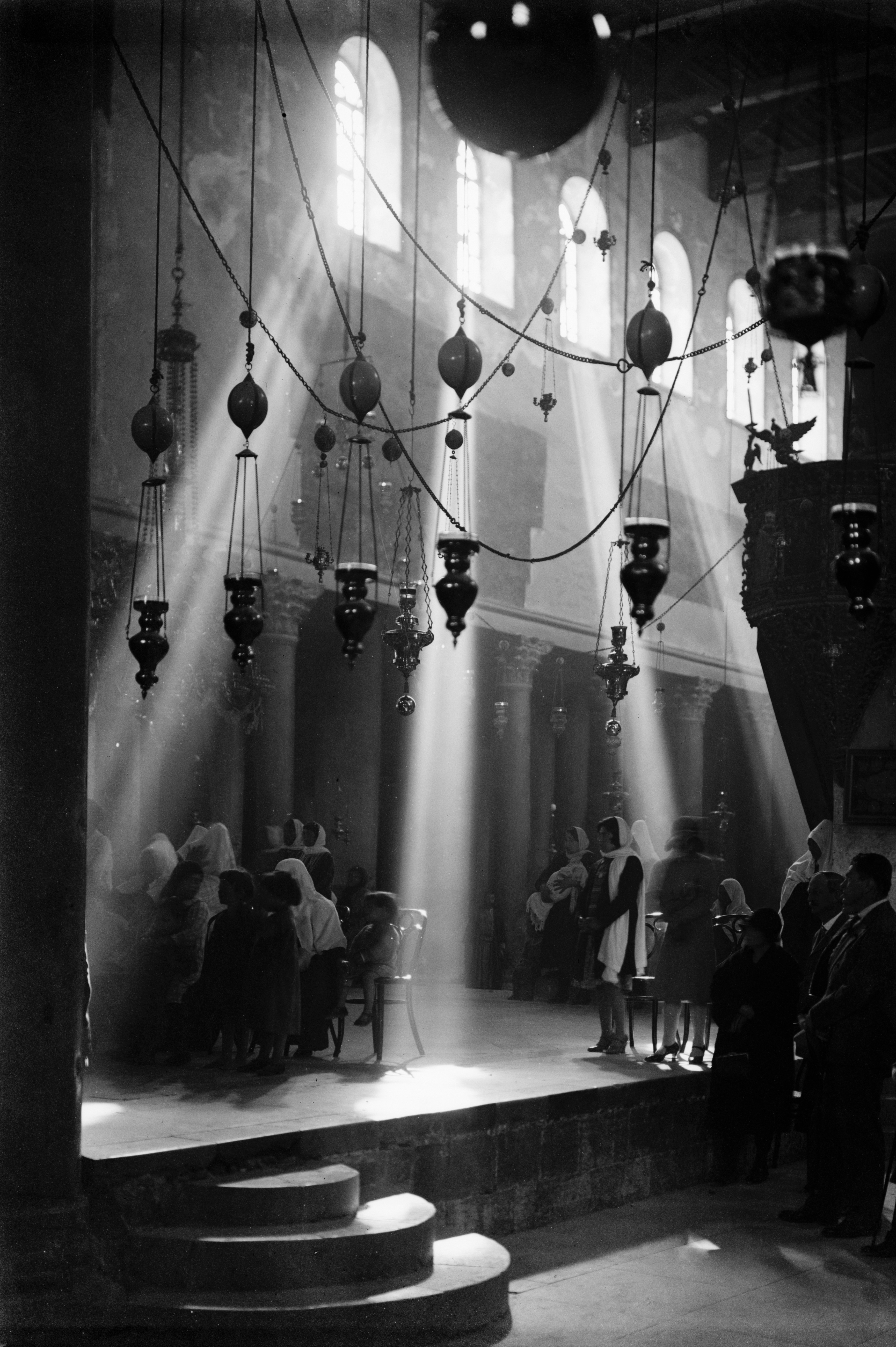
Kužely světla vyniknou například v mlze nebo v kouři, foto: Lewis Larsson
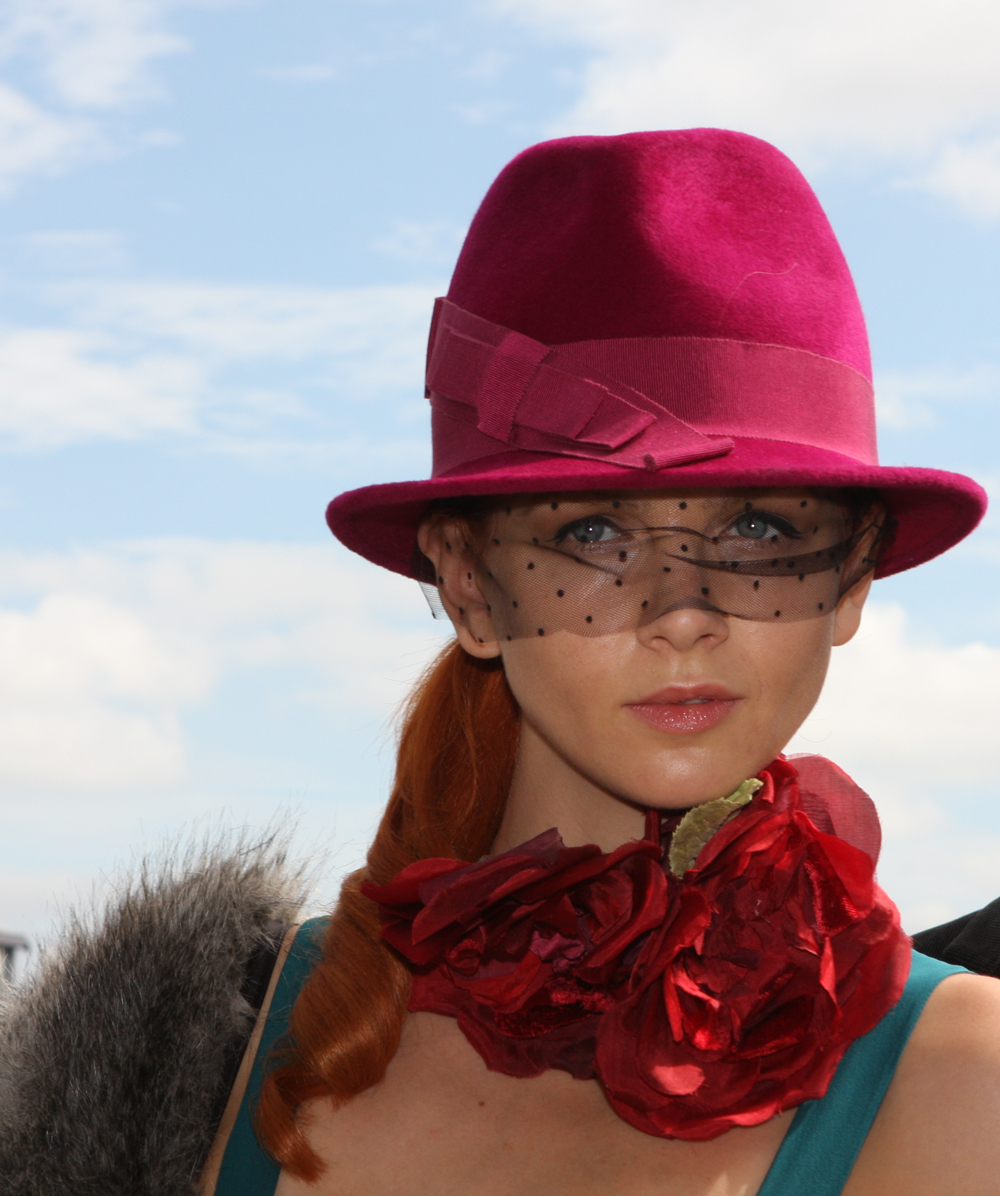
Portrét pořízený v prudkém letním slunci s vynuceným bleskem, který hluboké stíny prokreslil (od klobouku a podobně)